# جيانماركو زيجوني
جيانماركو زيجوني (Gianmarco Zigoni) ، (فيرونا، 10 مايو 1991) ، لاعب كرة قدم إيطالي.
و قد بدأ مسيرته الكروية مع نادي إيه سي ميلان في عام 2009 بعدما انتقل من تريفيزو، و هو يلعب معهم حتى الآن.

## روابط خارجية
- جيانماركو زيجوني على موقع قاعدة بيانات كرة القدم.إي يو (الإنجليزية)
- جيانماركو زيجوني على موقع Soccerway.com (الإنجليزية)
- جيانماركو زيجوني على موقع عالم كرة القدم.نت (الإنجليزية)
- جيانماركو زيجوني على موقع كووورة
- جيانماركو زيجوني على موقع AS.com (الإسبانية)